# Campionato europeo di arrampicata 2015
Il Campionato europeo di arrampicata 2015 è stato la 11ª edizione della competizione continentale. La prova boulder si è svolta a Innsbruck, in Austria, dal 14 al 16 maggio, mentre le altre gare a Chamonix, in Francia, dal 10 al 12 luglio. 

## Podi

### Maschile
| Evento    | Oro                      | Argento          | Bronzo               |
| Lead      | Ramón Julián Puigblanqué | Adam Ondra       | Sebastian Halenke    |
| Boulder   | Jan Hojer                | Adam Ondra       | Stefan Scarperi      |
| Speed     | Libor Hroza              | Danyl Boldyrev   | Marcin Dzieński      |
| Combinata | Jakob Schubert           | Stefano Ghisolfi | Javier Cano Blázquez |

### Femminile
| Evento    | Oro            | Argento        | Bronzo             |
| Lead      | Mina Markovič  | Janja Garnbret | Jessica Pilz       |
| Boulder   | Juliane Wurm   | Anna Stöhr     | Katharina Saurwein |
| Speed     | Anouck Jaubert | Yuliya Kaplina | Mariya Krasavina   |
| Combinata | Jessica Pilz   | Mina Markovič  | Charlotte Durif    |

## Medagliere
| Pos.   | Paese     | Oro | Argento | Bronzo | Totale |
| ------ | --------- | --- | ------- | ------ | ------ |
| 1      | Austria   | 2   | 1       | 2      | 5      |
| 2      | Germania  | 2   | 0       | 1      | 3      |
| 3      | Slovenia  | 1   | 2       | 0      | 3      |
| 3      | Rep. Ceca | 1   | 2       | 0      | 3      |
| 5      | Spagna    | 1   | 0       | 1      | 2      |
| 5      | Francia   | 1   | 0       | 1      | 2      |
| 7      | Italia    | 0   | 1       | 1      | 2      |
| 7      | Russia    | 0   | 1       | 1      | 2      |
| 9      | Ucraina   | 0   | 1       | 0      | 1      |
| 10     | Polonia   | 0   | 0       | 1      | 1      |
| Totale | Totale    | 8   | 8       | 8      | 24     |